# Chironomus daitodeeus
Chironomus daitodeeus är en tvåvingeart som beskrevs av Sasa och Suzuki 2001. Chironomus daitodeeus ingår i släktet Chironomus och familjen fjädermyggor. Inga underarter finns listade i Catalogue of Life.